# Филип Агирски
Филип Агирски (око 396. Тракија - 12. мај, око 453. Агира) познат и као „Апостол Сицилије“, је био свештеник и први проповедник хришћанства на Сицилији из 5. века.

## Биографија
Свети Филип Агирски, према Атанасију Александријском, рођен је у сиријској породици из Тракије око 396. године.
Као први мисионар на Сицилији, поштован је као просветитељ становника тих места. Некад се назива монахом, некад свештеномучеником, иако нема података о његовом монаштву, а бројни текстови директно говоре о његовој мирној смрти.
Свети Филип је посебно поштован на Сицилији и Малти.

### Рођење
Свети Филип је рођен у Тракији, у породици старијих родитеља који су већ изгубили сву своју децу, коју су на дан Воздвижења Часног Крста прогутале воде реке Сагари. Родитељи су били ван себе од туге, почели су усрдно да се моле Господу да им подари дете. Њихове молитве су услишене: жени је у сну речено да ће имати сина који ће се звати Филип. Прошло је девет месеци, родила се беба, њихова срца су се испунила радошћу и захвалношћу Господу.

### Студије и хиротонија за ђакона
Свети Филип је младост провео проучавајући Јеванђеље и рукоположен је у чин ђакона у 21. години. После овога отишао је у Рим желећи да упозна овај град и његовог епископа, о коме је толико слушао од својих родитеља, посебно од мајке.

### Олуја на мору
На путу за Рим, лађу којом је пловио Свети Филип захватила је олуја, а над њим се, као и над осталим путницима, надвила претња смрћу у бујицама кише. Тада су се сви обратили Филипу, да би узнео молитве Господу за спасење. Захваљујући његовим молитвама, као и појави апостола Петра као кормилара, брод је неповређен стигао у Рим. Овде је Филип срео Јевсевија, монаха који је знао латински, језик који је био њему непознат. Јевсевије је постао његов доживотни сапутник.

### Нови састанак
Чим је Филип стигао у Рим, позвао га је папа, који је о његовом доласку био обавештен божанским откривењем. Папа га је позвао да као ђакон саслужује Свету литургију. Након полагања руку и давања папског благослова Филип је почео да рецитује литургијске текстове на латинском. Када је Филип изразио жељу да говори латински у ситуацијама које нису везане за богослужења, папа се поново помолио за њега, а светац је течно говорио латинским. Тада је сам папа рукоположио Филипа као свештеника и послао га на Сицилију у област Агир да проповеда Јеванђеље мештанима и избави их од демона који су живели на Етни. Папа је лично саставио декрет за Филипа, којим је потврдио да је светитељ био задужен за борбу против демонских сила.
Филип и Јевсевије су испловили на броду који их је одвео у град Месину на Сицилији. Филип се попео на планину одакле је могао да види врх планине Етна. Призивајући име Христово и тражећи заступништво од апостола Петра, он је одатле изгонио демоне, који су са гласним жалбама напуштали место. После тога, полагањем руку, светитељ је изгонио демоне из више од 400 опседнутих. Подигао је многе цркве на острву. Филип се борио против сујеверног обичаја који је налагао рођацима мртвих да донесу поклоне на гробље како би осигурали свој мир.
Умро је мирно у 63. години. Над његовим гробом подигнут је манастир Светог Филипа Агирског, који је постао један од најпознатијих центара византијског монаштва на Сицилији.
Православна црква прославља свештеномученика Филипа Агирског - 12/25. маја.